# Rue Paulin-Enfert
La rue Paulin-Enfert est une voie du 13e arrondissement de Paris, en France.

## Situation et accès
La rue Paulin-Enfert est une voie située dans le 13e arrondissement de Paris. Elle débute au 125, boulevard Masséna, entre la porte d'Italie et la porte de Choisy et se termine au 18, avenue Léon-Bollée. D'une longueur de 110 mètres, elle est grossièrement orientée nord (Massena) - sud (Léon-Bollée). 
Elle est desservie par les stations de métro Porte d'Italie  et Porte de Choisy, de la ligne 7.

## Origine du nom

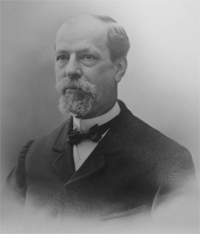
Paulin Enfert, vers 1914.

Cette rue porte le nom de Paulin Enfert (1853-1922), militant catholique à l'origine de plusieurs œuvres sociales du 13e arrondissement.

## Historique
Cette rue est ouverte et prend sa dénomination actuelle en 1931 sur l'emplacement du bastion no 88 de l'enceinte de Thiers.

## Bâtiments remarquables et lieux de mémoire
La rue est bordée de ses deux cotés par des habitations à bon marché (HBM), immeubles parisiens caractéristiques en brique orange construits durant l'entre-deux-guerres, juste à l'extérieur des boulevards des Maréchaux, à l'emplacement de l'ancienne enceinte de Thiers.